# Erythroplusia adscripta
Erythroplusia adscripta là một loài bướm đêm trong họ Noctuidae.